# Socialismo
(Pietro Nenni)

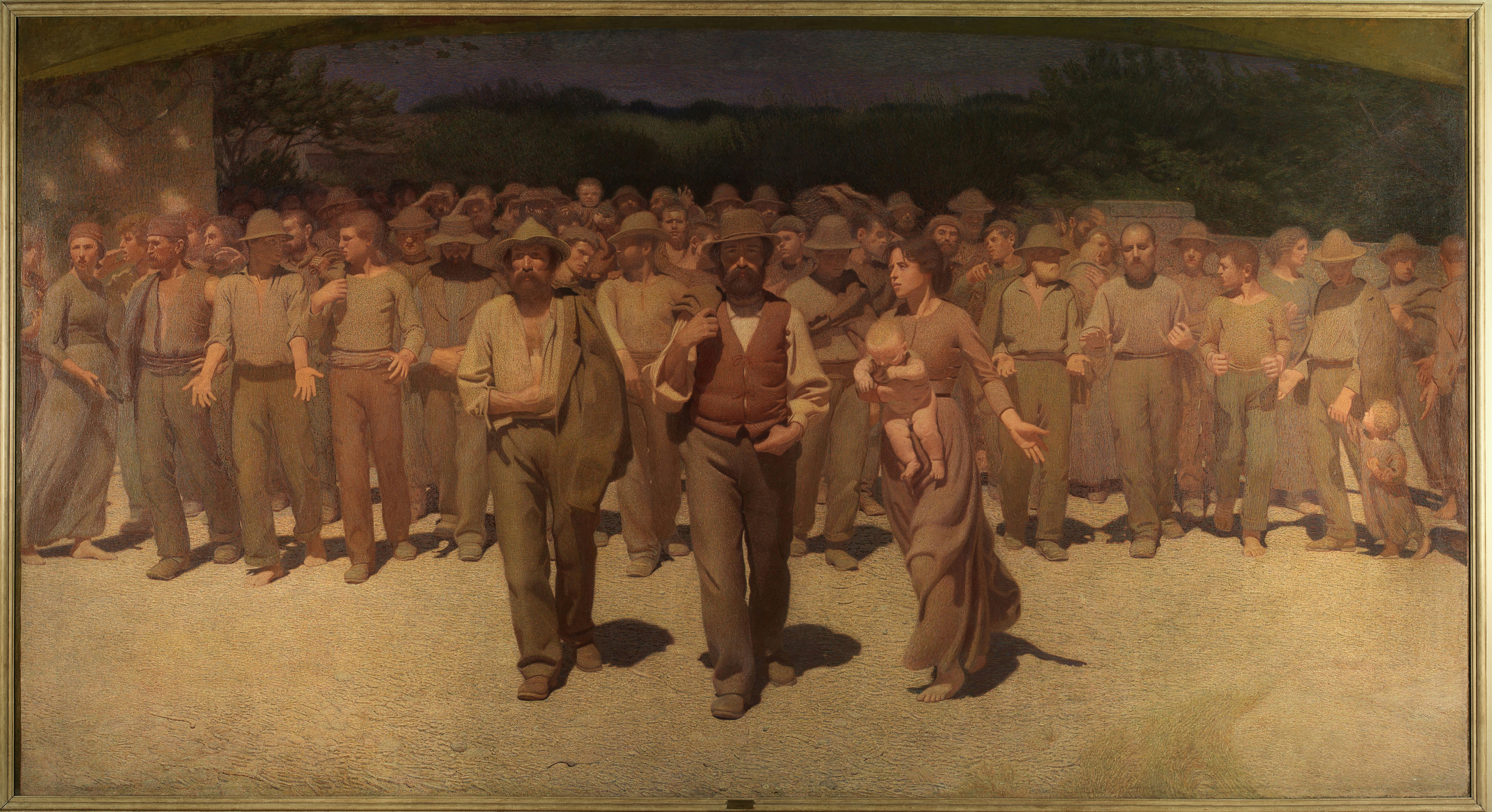
Il quarto stato di Giuseppe Pellizza da Volpedo, considerato uno delle immagini-simbolo del movimento operaio e del socialismo

Il socialismo è un complesso di ideologie, movimenti e dottrine legato a orientamenti politici di sinistra tendente a una trasformazione della società finalizzata a ridurre le disuguaglianze fra i cittadini sul piano sociale, economico e giuridico.
Originariamente tutte le dottrine e movimenti di matrice socialista miravano a perseguire i propri obiettivi attraverso l'abolizione delle classi sociali e la soppressione totale della proprietà privata dei mezzi di produzione e di scambio. Fino al 1848, i termini socialismo e comunismo erano considerati intercambiabili. In quell'anno, nel Manifesto del Partito Comunista di Marx ed Engels, si opera la distinzione tra "socialismo utopico" e "socialismo scientifico", il solo, quest'ultimo, che secondo Marx ed Engels può garantire la transizione verso una fase successiva, il "comunismo", per evidenziarne polemicamente le differenze con il primo.

## Descrizione
Per socialismo si intende uguaglianza formale con l'obiettivo di raggiungere anche quella sostanziale. Nel pensiero marxista, il socialismo e il comunismo divennero due fasi della rivoluzione: la fase socialista, cioè quella delle statalizzazioni, che facevano parte della dittatura del proletariato, che si realizzava in un nuovo concetto di Stato, diverso da quello borghese; poi la fase comunista, che prevedeva l'abolizione delle classi, intesa come libera associazione di tutti.
Contrariamente all'anarchismo, che fin dall'inizio prevedeva un'abolizione di qualsiasi organizzazione statale, questa concezione di Karl Marx prevedeva quindi due fasi: la dittatura del proletariato e la società senza classi. La seconda fase fu abbandonata quasi subito dai regimi del socialismo reale; infatti, nella fase comunista si prevedeva la dissoluzione dello Stato, perché considerato a quel punto inutile poiché i beni e i mezzi di produzione erano tornati alla collettività. Oggi, data l'evoluzione dei tempi, le due fasi vanno a coincidere. Dunque, si può parlare di una sostanziale coincidenza dei due termini socialismo e comunismo. Molto spesso sono usati come sinonimi, ma il termine socialismo sembra possedere  un'accezione più ampia.
Contemporaneamente si sviluppava un'altra forma di dottrina di analoga matrice socialista, l'anarchismo, un'ipotesi di organizzazione i cui obiettivi egualitari in termini economici sociali e civili venissero fondati sull'autonomia e la libertà degli individui, contrapponendosi a ogni forma di potere costituito compreso quello statale. Tale dottrina, prendendo le mosse dal pensiero dell'illuminista William Godwin, si concretizzava nelle teorie di Pierre-Joseph Proudhon, fin dagli esordi in polemica con Marx. Lo scontro divampò progressivamente nel corso del secolo, e ulteriormente all'interno dell'Associazione Internazionale dei Lavoratori (Prima Internazionale), portando tra il 1871 e il 1872 a una prima scissione, concretizzata nel 1896. Nel XX secolo, marxisti e anarchici si troveranno spesso a condividere e combattere insieme nelle fasi iniziali dei moti rivoluzionari di ispirazione socialista come la guerra civile spagnola o la rivoluzione d'ottobre russa, giungendo in fasi successive a scontri e repressioni da parte delle fazioni marxiste verso i socialisti libertari (rivoluzione anarchica spagnola, rivolta di Kronštadt, insurrezione rivoluzionaria d'Ucraina, e altri). Il filone, nel tempo, si è suddiviso in aree con diverse connotazioni, fondendo temi propri di varie ispirazioni, originando socialismo libertario, anarco-comunismo, anarco-sindacalismo, eccetera.
In ogni modo, il termine comunismo continuò a essere un sinonimo di socialismo per tutto l'Ottocento. I partiti che prendevano parte alla Seconda Internazionale, tutti definitivamente di ispirazione marxista dopo il IV congresso di Londra del 1896, venivano denominati socialisti o socialdemocratici.
Il socialismo, nel tempo, si è diviso e ha fuso il pensiero socialista con altre connotazioni politiche. I principali esempi di queste sintetizzazioni sono il socialismo cristiano, il socialismo islamico, l'ecosocialismo, il socialismo nazionale, il socialismo libertario, il socialismo liberale, il socialismo democratico e il socialismo del XXI secolo.

## Sviluppi e ideologie

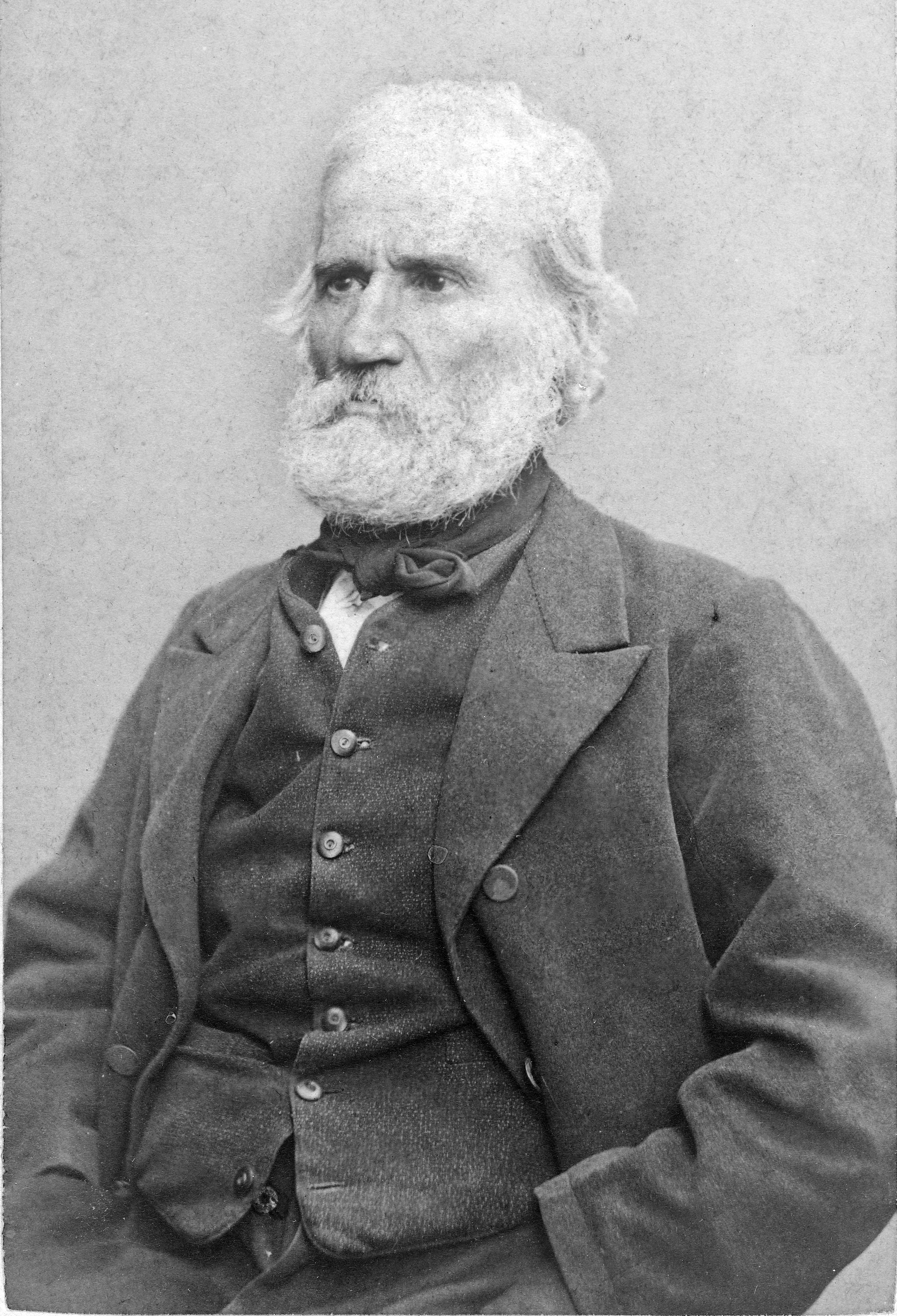
Louis Auguste Blanqui

Il socialismo è una corrente di pensiero legata ai movimenti politici che, a partire dal XIX secolo, lottarono per modificare la vita sociale ed economica delle classi meno abbienti e in particolare del proletariato.
Il movimento operaio da cui scaturì il socialismo pose per la prima volta il problema della giustizia sociale. In una prospettiva di analisi teorica storica, quindi, mentre si vede il periodo feudale come caratterizzato dal predominio dell'aristocrazia e del clero, e il periodo post-rivoluzioni francese ed americana come caratterizzato dall'ascesa al potere sociale della borghesia (e quindi del liberalismo e del capitalismo), il socialismo dovrebbe essere lo stadio successivo, caratterizzato dal predominio delle classi popolari che detengono il potere economico e asserviscono, o addirittura annullano, lo Stato.

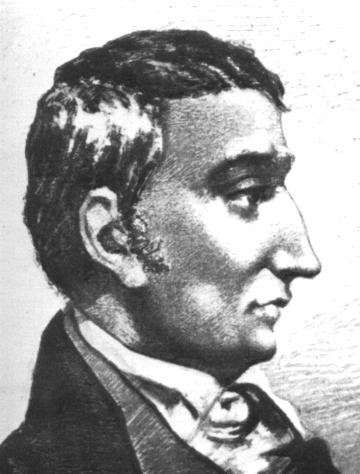
Henri de Saint-Simon, considerato il fondatore del socialismo francese delle origini, o sansimonismo. Partecipò alla guerra d'indipendenza americana, combattendo agli ordini di La Fayette.

Il socialismo si oppone inizialmente al liberalismo classico, che postula il liberismo in economia, chiedendo invece la nazionalizzazione o la socializzazione di tutte o parte delle attività economiche e dei mezzi di produzione. Il criterio economico socialista di gestione delle risorse e di produzione non è quello del profitto individuale ma quello della ricerca del bene comune collettivo. Il socialismo contesta inoltre l'idea delle neutralità delle istituzioni statali rispetto alla lotta di classe e si batte per un mutamento del ruolo dello Stato o, addirittura, nella versione avanzata dall'anarchismo, per la sua eliminazione.
Sul piano internazionale il movimento socialista nasce come un movimento favorevole all'autodeterminazione dei popoli, contrapponendosi al nazionalismo e all'imperialismo occidentali. Nell'ala riformista e della socialdemocrazia la linea politica è spesso pacifista, mentre storicamente i socialisti rivoluzionari hanno auspicato una rivoluzione violenta.
Nella prassi tuttavia, soprattutto durante il periodo della prima guerra mondiale, molti partiti socialisti o correnti di essi finiscono per abbandonare il pacifismo e l'internazionalismo, appoggiando le imprese belliche dei loro paesi con motivazioni patriottiche. Un esempio è il nazionalismo dell'Unione Sovietica che scaturì dalla politica di Stalin del socialismo in un solo paese prima e dalla "grande guerra patriottica" poi (anche se per i più ortodossi ciò che si instaurò nella Russia post-rivoluzionaria non si può definire esattamente "socialismo").
Partiti e movimenti estremamente diversi fra loro si sono definiti socialisti: molti di essi sopravvivono ancora oggi e formano una delle più importanti correnti politiche in Europa, nonché la principale componente della sinistra europea, con la definizione di socialdemocrazia. Il movimento socialista conosce numerosissime scissioni, accuse reciproche di aver tradito gli ideali originari asservendosi allo Stato liberale, ecc. La scissione più importante è probabilmente quella verificatasi all'indomani della rivoluzione d'ottobre, che vede una larga fetta della sinistra dei partiti socialisti staccarsi e scegliere la denominazione comunista, già utilizzata in passato da alcuni teorici socialisti come Karl Marx. Per informazioni sul comunismo e su altre particolari correnti del socialismo si rimanda alle pagine relative, così come per l'illustrazione dettagliata delle dottrine dei vari pensatori socialisti.

### Le origini: il socialismo utopico

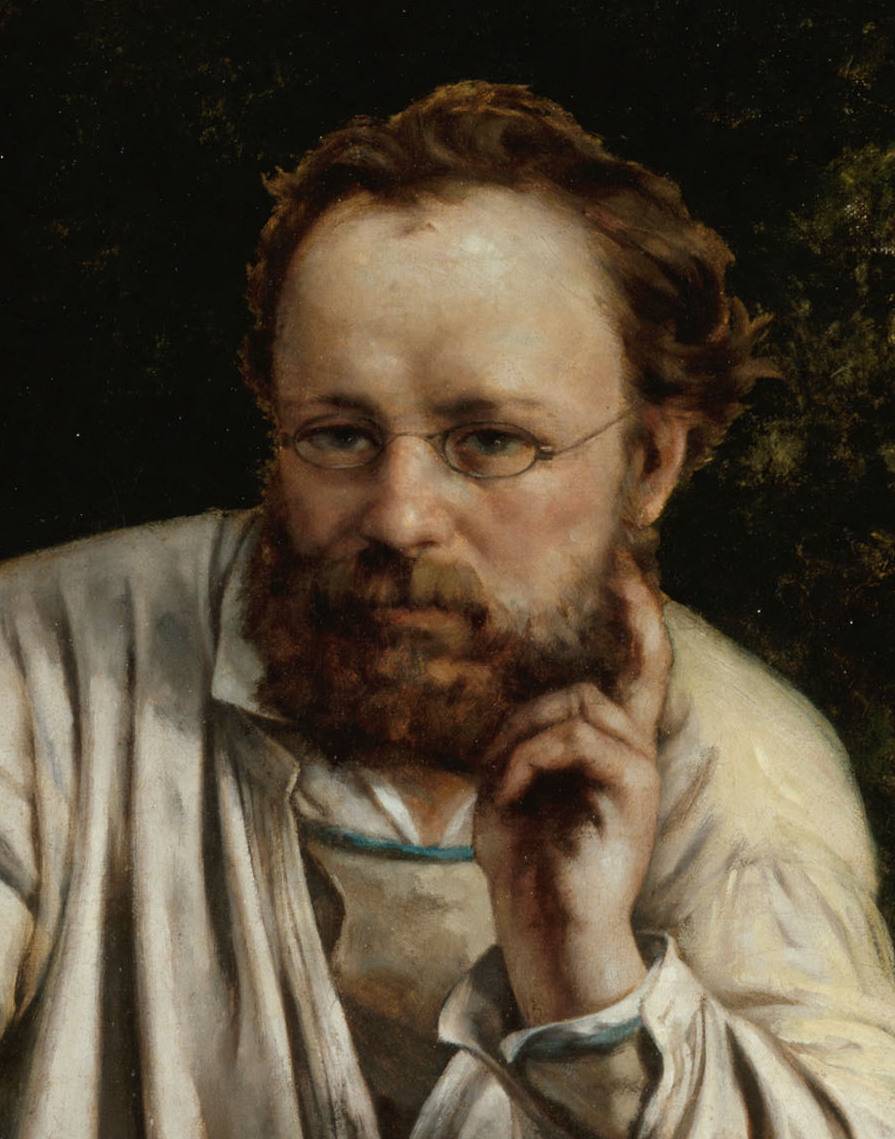
Pierre-Joseph Proudhon

I movimenti ottocenteschi derivano dalle lotte rivoluzionarie repubblicane, in particolare dall'esperienza della Rivoluzione francese con il movimento dei Montagnardi e dei Sanculotti, e dalle rivolte contadine che dal Medioevo si ripetevano ciclicamente contro l'aristocrazia terriera; talvolta queste rivolte assumevano connotati religiosi che sfociavano nell'egualitarismo e nella comunione dei beni di produzione.
Nel XIX secolo si ebbe il socialismo di Robert Owen in Inghilterra, mentre in Francia un'influenza sui primi movimenti l'ebbe anche il sansimonismo, una corrente politico-religiosa che divulgava il pacifismo e la comunione dei beni in una società che avrebbe dato a ogni individuo il ruolo a lui più congeniale. Nello stesso filone "utopico" si inserì Auguste Blanqui, e successivamente Pierre-Joseph Proudhon, il teorico dell'anarchia e del socialismo libertario, che Karl Marx definì socialista conservatore o borghese nel Manifesto del Partito Comunista, e gli altri "socialisti utopici" già citati. Il contrasto Marx-Proudhon porterà al famoso duello di penna che sfocerà negli scritti contrapposti, Filosofia della miseria e Miseria della filosofia.
Non è da trascurare la corrispondenza tra il socialismo originario e la matrice dell'illuminismo, sia in rapporto agli aspetti esteriori che connettono le due dottrine nei tratti unificanti della lotta all'oscurantismo e per l'emancipazione dell'umanità, sia in relazione alle corrispondenze di alcune figure chiave in entrambi i contesti, come Filippo Buonarroti e Adam Weishaupt.
Il termine socialismo utopico, qui usato, come vedremo verrà introdotto solo in un secondo tempo da Marx per distinguere e contrapporre il suo socialismo scientifico, che pretendeva essere fondato su basi logiche, storiche, sociali ed economiche rigorose, certe e verificate, da quelli precedenti alle sue teorie, e all'epoca a volte in contrasto su diverse questioni, definiti da Marx utopisti in quanto, sempre secondo la visione marxiana, non basati su dati scientifici ma su aspirazioni ideali.

### Il socialismo scientifico e le sue derivazioni

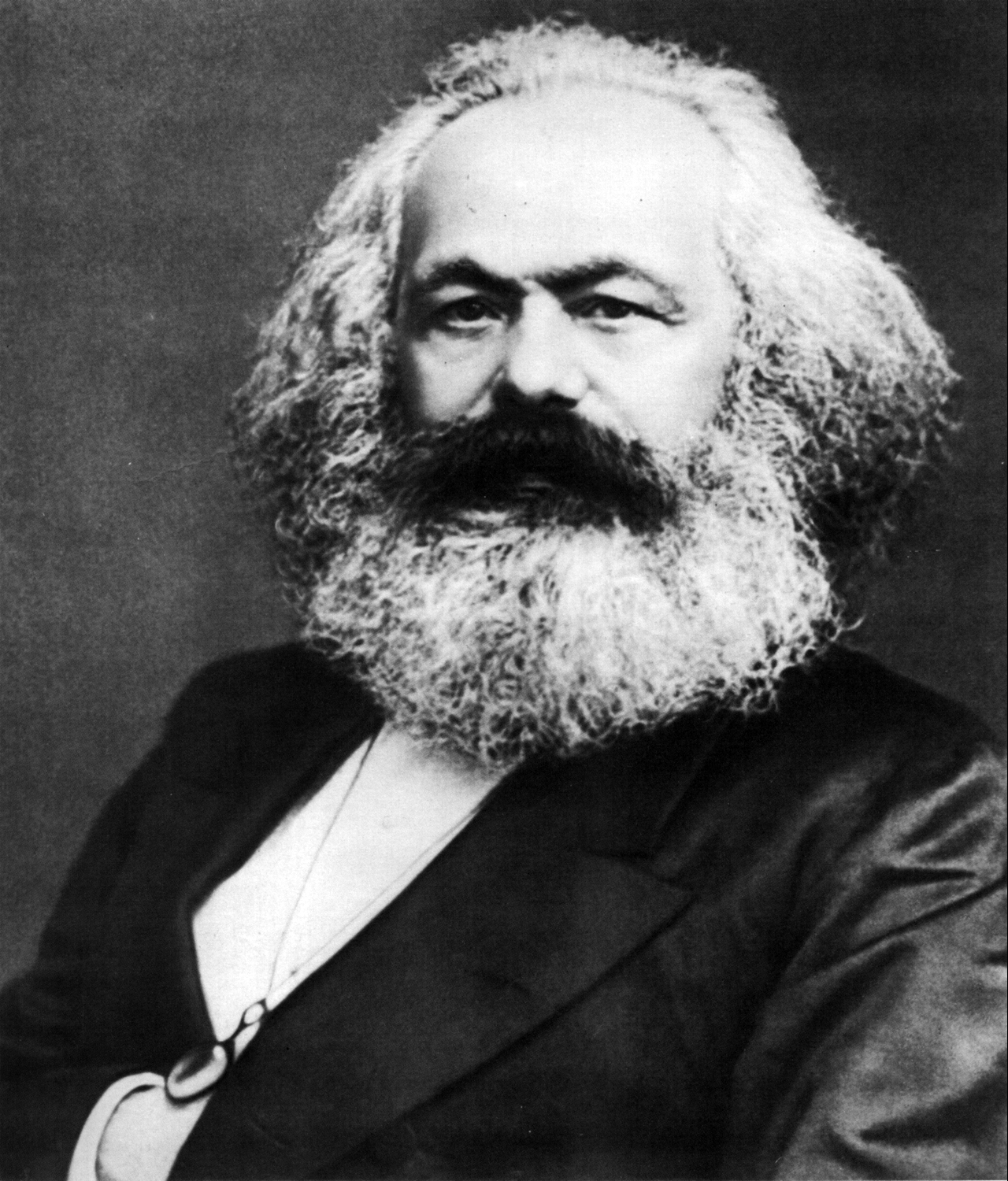
Karl Marx

Il termine socialismo scientifico viene coniato da Karl Marx per indicare la sua visione del socialismo, illustrata nelle sue numerose opere sulla società, sulla storia e sull'economia. In opposizione al socialismo utopico, Marx riteneva che la prassi del movimento operaio dovesse essere ispirata da una rigorosa analisi.
A Marx si deve la nozione di lotta di classe, illustrata nel Manifesto del Partito Comunista del 1848. Marx si propone nelle sue opere di dimostrare come il capitalismo, gestito dalla borghesia, opprimesse il proletariato (lavoratori industriali) nella fase storica in cui scriveva. Nell'opera Das Kapital (Il Capitale), Marx analizza come i capitalisti comprassero forza lavoro dai lavoratori, ottenendo il diritto di rivendere il risultato dell'attività produttiva ottenendo così profitto (vedi marxismo per i dettagli); questo, secondo Marx, porta ad un'insostenibile sperequazione nella distribuzione della ricchezza.
Per Marx era solo questione di tempo: le classi lavoratrici di tutto il mondo, presa coscienza dei loro comuni obiettivi, si sarebbero unite per rovesciare il sistema capitalista che le opprimeva. Lo considerava un risultato possibile di un processo storico in atto.
Dalle rovine del capitalismo sarebbe sorta, dopo un periodo di transizione (dittatura del proletariato) in cui lo Stato avrebbe controllato i mezzi di produzione, una società in cui la proprietà sarebbe passata alla società stessa nel suo complesso: lo Stato era quindi destinato a dissolversi. La proprietà privata sarebbe stata limitata agli effetti personali. 
La conseguenza della proprietà collettiva dei mezzi di produzione sarebbe stata, nell'ottica di Marx, la fine della divisione della società in classi sociali e, di conseguenza, la fine dello sfruttamento e la piena realizzazione dell'individuo. L'ateismo, caratteristica del socialismo marxista, era una conseguenza logica del materialismo dialettico che il marxismo adottava come metodo.

### Il socialismo libertario e l'anarchismo

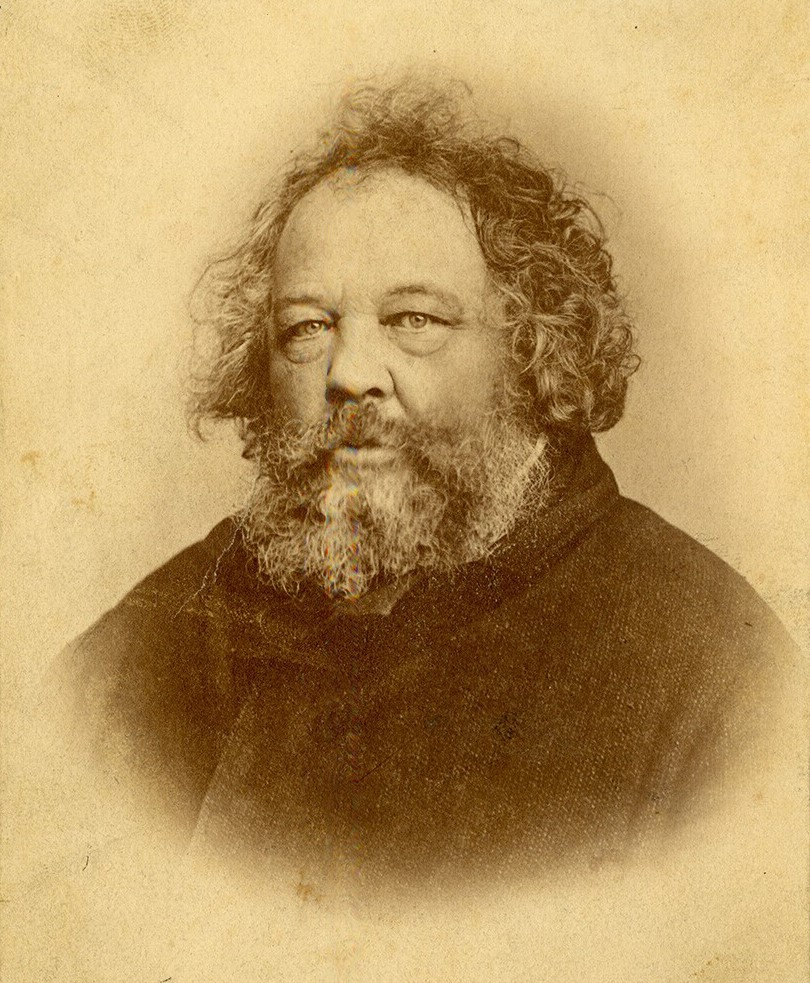
Michail Bakunin

Dalle teorie di Marx e dei suoi contemporanei originarono molti orientamenti diversi, tutti in qualche modo connessi con le basi fondamentali del pensiero socialista: alcuni presero da Marx solo il metodo di analisi della società, mentre altra parte del movimento socialista ne abbracciò con entusiasmo la parte rivoluzionaria, mettendo in secondo piano il pensiero dei socialisti non marxisti. La nascita di una società di uomini liberi e uguali dal punto di vista dei diritti è il concetto chiave attorno ai quali si articolano tutti i progetti libertari; le idee anarchiche entrarono presto in conflitto sia con le concezioni riformiste del socialismo che con le concezioni marxiste, in particolare per quanto riguarda l'uso dello Stato come mezzo rivoluzionario. Gli anarchici Michail Bakunin e Pëtr Alekseevič Kropotkin, che presero l'avvio dalle idee del socialista utopico di matrice anarchista Pierre-Joseph Proudhon, vengono oggi considerati i principali rappresentanti ottocenteschi del socialismo libertario, ma alcune delle idee basilari affondano le radici in Godwin.
Fra gli italiani, un noto esponente del socialismo libertario è Gino Bianco.

#### Associazione Internazionale dei Lavoratori o Prima internazionale
Fu nel segno del socialismo ancora unitario che nel 1864 fu creata la Prima Internazionale dei lavoratori o Associazione Internazionale dei Lavoratori, l'organizzazione che raggruppava i movimenti socialisti di tutta Europa, vedendo al suo interno come principali, ma non sole componenti, tanto la corrente anarchica quanto quella marxista.
L'organizzazione vedeva confluire socialisti, anarcocomunisti, repubblicani, mazziniani, marxisti. I mazziniani, contrari alle teorie che si basavano sulla lotta di classe, pensavano di risolvere i problemi sociali attraverso la solidarietà nazionale, si ritirarono per primi dall'Internazionale (con Giuseppe Garibaldi, socialista nazionale, che si espresse, al contrario, a suo favore) e l'intera organizzazione ebbe successivamente un prevalente orientamento marxista.
La differente visione politica delle due correnti principali sfocerà al congresso dell'Aia del 1872 in una reale spaccatura in seno all'Internazionale e allo sviluppo di movimenti di matrice anarchica, quali, ad esempio, il socialismo libertario. In epoca di Seconda Internazionale, durante il IV congresso di Londra nell'estate del 1896, si consumerà il definitivo allontanamento tra marxisti e libertari.

### Il "Revisionismo"

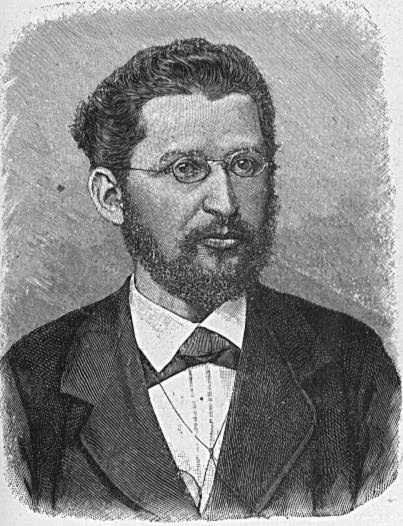
Eduard Bernstein

Fu chiamata revisionista la corrente moderata e riformista del marxismo che sorse verso la fine del XIX secolo, originata dall'osservazione che il comportamento dell'economia capitalistica non sembrava corrispondere alle previsioni del marxismo.
Dopo la depressione degli ultimi decenni del XIX secolo infatti, era iniziato un nuovo periodo di prosperità che sembrava riabilitare il libero commercio e la fiducia nel capitalismo e per questo la componente moderata del socialismo (che all'epoca veniva chiamata indifferentemente socialismo democratico o socialdemocrazia) elaborò la "teoria revisionista", che in pratica si prefiggeva di abbandonare il marxismo per giungere alla completa accettazione dell'economia di mercato, magari con qualche "aggiustatina". Da allora coloro che accettarono il revisionismo e proseguirono sulla via del capitalismo per realizzare riforme nell'interesse dei lavoratori furono indifferentemente chiamati "socialisti democratici" o "socialdemocratici" (un'esatta differenza tra i due termini si avrà solo nella seconda metà del Novecento). Coloro che invece avversavano il revisionismo e la via riformista furono i "socialisti marxisti" e i "comunisti o socialrivoluzionari" (insieme chiamati genericamente "massimalisti"). Il maggior esponente del revisionismo fu il tedesco Eduard Bernstein (1850-1932).

### Il socialismo democratico e la socialdemocrazia

Bandiera rossa, bandiera socialista

Si definisce socialdemocrazia quell'insieme di movimenti socialisti che accettano il concetto di economia di mercato, di proprietà privata e il muoversi all'interno delle istituzioni liberali.
La socialdemocrazia si pone tra il socialismo marxista e il riformismo borghese. Essa infatti, in un primo tempo, pur ponendosi in prospettiva critica nei confronti del capitalismo, non ritenne ancora tempo per una sua totale abolizione.
Il ruolo che si assicurarono i partiti socialdemocratici nei decenni tra il XIX e XX secolo fu quello di lottare sia contro il riformismo borghese, che avrebbe portato la classe operaia a legarsi troppo al sistema capitalistico, che contro l'avventurismo rivoluzionario marxista, che avrebbe portato a scontrarsi con le strutture ancora solide del sistema. La socialdemocrazia non tende a farsi garante della sopravvivenza del sistema, ma vuole lavorare al suo interno per portare uno spirito di rinnovamento e di trasformazione costante.
Le evoluzioni successive portano la socialdemocrazia a farsi portatrice del compromesso tra il riformismo liberale dei borghesi e i principi più importanti della dottrina socialista riformista: durante gli anni tra i due conflitti mondiali, con la proposizione di due modelli forti come quello sovietico e quello fascista, i socialdemocratici rappresentarono l'alternativa democratica e riformista. Socialdemocrazia e comunismo giunsero spesso allo scontro frontale, in cui i socialdemocratici vennero trattati da "socialtraditori" o "socialfascisti", per ritrovare successivamente un progetto comune contro il regime fascista e nazista.
Nel secondo dopoguerra, la socialdemocrazia riassume in occidente un ruolo importante tra le forze politiche dominanti nonché il naturale approdo per tutti i socialisti riformisti e i democratici progressisti, essa fu inoltre capace di proporre significative trasformazioni, come la nazionalizzazione di alcuni settori produttivi, l'instaurazione di un'economia mista e il raggiungimento di forme di sicurezza sociale per i lavoratori.
Le socialdemocrazie contemporanee sono partiti politici che hanno abbandonato l'idea della divisione della società in classi contrapposte e ogni progetto di stampo ottocentesco; del vecchio modello rimane solo la prospettiva internazionalista che ribadisce il principio di un'azione comune tra tutte le forze socialiste, socialdemocratiche o genericamente riformiste dei singoli Paesi, nel rispetto delle diverse storie nazionali, delle diverse situazioni economiche e della pluralità delle tradizioni culturali e ideologiche. In molti casi inoltre, anche significative componenti del mondo cristiano sociale e riformista hanno trovato nella socialdemocrazia un ottimo approdo.
Invece il socialismo democratico mira alla completa soppressione del capitalismo però tramite libere elezioni e senza rivoluzioni violente.

### Il "socialismo rivoluzionario"

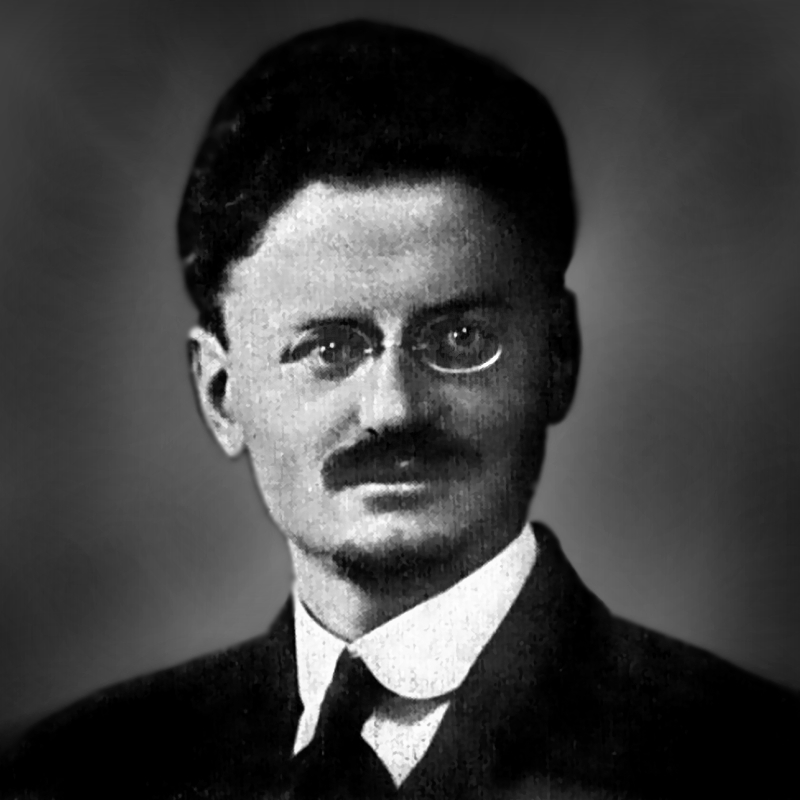
Lev Trockij

I socialisti riformisti pensavano che il socialismo fosse la naturale evoluzione della società occidentale, che sarebbe dovuta evolvere naturalmente da capitalista in comunista per via delle contraddizioni interne del capitalismo, tramite una sequenza di riforme.
Pur concordando su tale evoluzione, i socialisti rivoluzionari come Rosa Luxemburg in Germania o Giacinto Menotti Serrati in Italia pensavano invece che questo cambiamento non sarebbe mai avvenuto spontaneamente, ma avrebbe richiesto una rivoluzione.
I sindacalisti rivoluzionari, affini a questo movimento ma ispirati da Georges Sorel, finirono invece spesso ad approvare ideologie opposte come il fascismo.
Dopo la Rivoluzione russa del 1917 e la terza internazionale del 1919 il socialismo rivoluzionario propriamente detto, di radice marxista, coincise sostanzialmente con il comunismo.

### Il cosiddetto "socialismo di Stato"
In senso generale con socialismo di stato si intende qualsiasi varietà di socialismo che si basa sulla proprietà dei mezzi di produzione da parte dello stato. Il socialismo di stato viene spesso indicato semplicemente come "socialismo"; il termine "di stato" viene solitamente aggiunto solo dai socialisti con una visione differente, desiderosa di criticare il socialismo di stato, come, ad esempio, gli anarchici.
Oggi, molti partiti politici europei della sinistra, sono sostenitori di varie forme di proprietà statale in forma di socialismo democratico. Questi socialisti moderati non sostengono il rovesciamento dello Stato capitalista in una rivoluzione socialista, quindi accettano anche la continuazione dell'esistenza dello Stato capitalista e del sistema economico capitalista, ma rivolto verso fini più sociali.
Dei socialisti democratici di oggi, soltanto un'esigua parte spera ancora su una graduale e pacifica transizione dal capitalismo al (pieno) socialismo, attraverso l'evoluzione piuttosto che la rivoluzione. La maggior parte dei socialisti democratici però ha acquisito integralmente la visione propria della socialdemocrazia: hanno cioè aggiornato il pensiero socialista ottocentesco e non rifiutano tutti gli aspetti del capitalismo, non proponendosi di superarlo nell'immediato, ma di perfezionarlo raggiungendo l'"economia sociale di mercato" oppure l'economia mista. Essendo falliti il socialismo utopico, il socialismo rivoluzionario e il socialcomunismo, tutte le organizzazioni "socialiste" moderne dichiarano di ispirarsi al socialismo democratico e al giorno d'oggi i socialisti democratici sono quelli che chiamiamo a volte "socialdemocratici" e a volte "socialisti": ciò è dovuto al fatto che tutti i socialisti sono approdati al "socialismo democratico" divenendo "riformisti democratici". Per contro, il marxismo pre-revisionista sostiene che una rivoluzione socialista è l'unico modo pratico per implementare cambi radicali nel sistema capitalistico. Inoltre, sostiene che dopo un certo periodo di tempo sotto il socialismo, lo Stato deve "estinguersi", producendo una società comunista.